# لطفي سيدي رحال
لطفي سيدي رحال ، هو مهندس معماري مغربي - فرنسي  ومؤسس شركة "أتوليه بود".
و يعمل بشكل خاص في تصميم الفنادق، على سبيل المثال إنجاز تصاميم لصالح مجموعات أكور ، أو فور سيزونز ، أو أنانتارا  أو فيرمونت .
حصد في سنة  2017، سبع جوائز دولية من بينها جائزة فيرساي في مقر اليونسكو بباريس, وجائزتي "إيه ديزاين أووردز" في ميلانو في مجالي العمارة والتصميم الداخلي.

## سيرته

### الميلاد والتكوين
ولد لطفي سيدي رحال في الدار البيضاء ، ودرس في المدرسة الخاصة للهندسة المعمارية في باريس . وعمل لاحقاً في نفس المدرسة أستاذا مساعدا إلى جانب أوديل ديكك . كما أنه حاصل على شهادة من مختبر الجغرافيا الحضرية في جامعة باريس العاشرة.

### مسيرته المهنية
أثارت الأعمال الأولى للطفي سيدي رحال، مثل نومامبولي ، جدلاً في الأوساط المعمارية، حيث أنها أعادت النظر في مفهوم المبنى ، ودعت إلى كسر العزلة عن المهن المرتبطة بالإبداع المعماري في عامي 2000 و2001، كما تمت دعوته لعرض أعماله في موناكو وبرلين. ودعاه أيضا متحف هانغارام للفنون في سيول سنة 2006 لإبداع عمل لمعرض موبيليتي و الذي أطلق عليه اسم نولو . ويهتم لطفي سدي رحال بشكل خاص بتصميم الفنادق، حيث دمج خبراته في عالم الفن المعاصر والعمارة الطليعية ، و تعد شركته "أتوليه بود" ،و التي تتخذ من باريس والدار البيضاء ودبي مقرات لها ، و هي معتمدة لدى العديد من العلامات التجارية العالمية  مثل أكور ، فور سيزونز ، ماريوت ، أنانتارا.
و تم ترشيح لطفي سيدي رحال لجوائز " بريميو بوروميني »، في روما ضمن أفضل 40 مهندساً معمارياً تحت سن الأربعين، وتم نشر أعماله بهذه المناسبة في كتاب بعنوان «الجيل الجديد من العمارة الدولية» من طرف دار النشر سكيرا. كما حصل على عدة جوائز منها جائزة الإبداع في " فيداد » من تايوان و جائزة برج إيفل في باريس ، وجائزتان في « إيه ديزاين أووردز » في ميلانو في مجالي العمارة والتصميم الداخلي.
و قام بتسليم المنتجع الفاخر أنانتارا الجبل الأخضر إلى سلطنة عمان والذي قام بتصميمه بالكامل. و قد خصصت له قناة بي بي سي حلقة من برنامج الفنادق المذهلة.

## الجوائز
- جائزة اليونسكو لأفضل فندق في أفريقيا وغرب آسيا : جائزة فرساي العالمية للتصميم للفنادق، 2017.
- جائزة أفضل فندق يضم أقل من 200 غرفة في دول الخليج، ضمن جوائز الفنادق والعقارات الدولية، (لندن، المملكة المتحدة)، 2017
- جائزة التصميم الذهبي في جوائز A Design (ميلانو، إيطاليا)، 2017
- أفضل منتجع صحي في حفل توزيع جوائز AHEAD لتجربة الضيافة والتصميم (التي تنظمها مجلة سليبر)، (لندن، المملكة المتحدة)، 2017
- أفضل فندق، جوائز ميد للجودة، (دبي، الإمارات العربية المتحدة) لعام 2017
- جائزة التصميم الفضية في جوائز A Design (ميلانو، إيطاليا)، 2015
- جائزة برج إيفل (باريس، فرنسا) 2002
- " جائزة الإبداع » في F.E.I.D.A.D، جائزة الشرق الأقصى الدولية للتصميم المعماري الرقمي، (تايوان)، 2000.

## المعارض
- تصميم في MOOD - متحف التصميم المتميز عام 2015.
- الحياة في حركة في معهد الفنون المعاصرة، بوسطن عام 2006.
- موبيليتي في متحف هانغارام للتصميم، سيول عام 2006.
- الحياة في حركة في قناة Fundacion في مدريد عام 2005.
- بلو آب في متحف فيترا للتصميم في برلين عام 2002
- الحياة في حركة في متحف فيترا للتصميم ، فايل آم رين، 2002
- منتدى Air Air Grimaldi في موناكو عام 2000.